# Odontopyge citernii
Odontopyge citernii är en mångfotingart som beskrevs av Filippo Silvestri 1898. Odontopyge citernii ingår i släktet Odontopyge och familjen Odontopygidae. Inga underarter finns listade i Catalogue of Life.